# قرار مجلس الأمن التابع للأمم المتحدة رقم 1020
قرار مجلس الأمن التابع للأمم المتحدة رقم 1020، المتخذ بالإجماع في 10 تشرين الثاني / نوفمبر 1995، بعد التذكير بجميع القرارات المتعلقة بالحالة في ليبريا، ولا سيما القرار 1001 (1995)، ناقش المجلس تنفيذ عملية السلام خلال الحرب الأهلية الليبرية الأولى وعدّل ولاية بعثة مراقبي الأمم المتحدة في ليبيريا لتشمل مهام أخرى.
ولاحظ المجلس التقدم المحرز في ليبريا بإعادة إقرار وقف إطلاق النار، وإنشاء مجلس الدولة، والجدول الزمني المتفق عليه في عملية السلام حتى الانتخابات. كما أشار إلى أن الطرفين أكثر تصميماً على العمل من أجل استعادة السلام. وثارت مخاوف بشأن انتهاكات وقف إطلاق النار وتأخيرات في حل القوات.
ثم تم تعديل ولاية بعثة مراقبي الأمم المتحدة في ليبريا على النحو التالي:
(أ) دعم جهود الحكومة الانتقالية الوطنية الليبرية والجماعة الاقتصادية لدول غرب أفريقيا في تنفيذ اتفاقات السلام؛
(ب) التحقيق في انتهاكات وقف إطلاق النار والتوصية بتدابير لمنع تكرارها في المستقبل؛
(ج) رصد الامتثال للعناصر العسكرية لاتفاقات السلام، بما في ذلك فض الاشتباك بين القوات، ونزع السلاح، والتقيد بحظر توريد الأسلحة؛
(د) المساهمة في صيانة مواقع التجميع وتنفيذ برنامج التسريح؛
(هـ) دعم الأنشطة الإنسانية؛
(و) إبلاغ الأمين العام بانتهاكات حقوق الإنسان؛
(ز) مراقبة العملية الانتخابية.
وتم تحديد عدد المراقبين العسكريين في بعثة مراقبي الأمم المتحدة في ليبريا بـ 160 مراقباً. وقد تم حث جميع الأطراف على تنفيذ بنود اتفاق أبوجا، بينما طُلب من الحكومة الانتقالية اتخاذ إجراءات لتجنب المزيد من الانتهاكات لوقف إطلاق النار. تم تذكير جميع البلدان بمراعاة حظر الأسلحة المفروض على ليبيريا في القرار 788 (1992)، مع إبلاغ جميع انتهاكاته إلى اللجنة المنشأة بموجب القرار 985 (1995).
وطُلب من مجموعة المراقبة التابعة للجماعة الاقتصادية لدول غرب إفريقيا توفير الأمن لأفراد البعثة. وفي هذا الصدد، دُعيت جميع الأطراف الليبرية إلى احترام مركز كل من قوات حفظ السلام واحترام القانون الإنساني الدولي . كان لابد من تنسيق إعادة اللاجئين بشكل أفضل. وأخيراً، طُلب من الأمين العام بطرس بطرس غالي أن يقدم تقريراً مرحلياً إلى المجلس بحلول 15 كانون الأول / ديسمبر 1995.

## روابط خارجية
- نص القرار في undocs.org